# Markham-Peasey Laminated Plastics
Markham-Peasey Laminated Plastics Limited war ein britischer Hersteller von Automobilen.

## Unternehmensgeschichte
Roy Markham und Wally Peasey gründeten 1958 das Unternehmen an der Gleneldon Mews im Londoner Stadtteil Streatham und begannen mit der Produktion von Automobilen. Der Markenname lautete Markham-Peasey. 1961 befand sich der Firmensitz im Stadtteil Croydon. Im gleichen Jahr endete die Produktion. Super Accessories übernahm das Unternehmen und verwendete den Markennamen noch bis 1963. Insgesamt entstanden etwa 305 Exemplare.

## Fahrzeuge

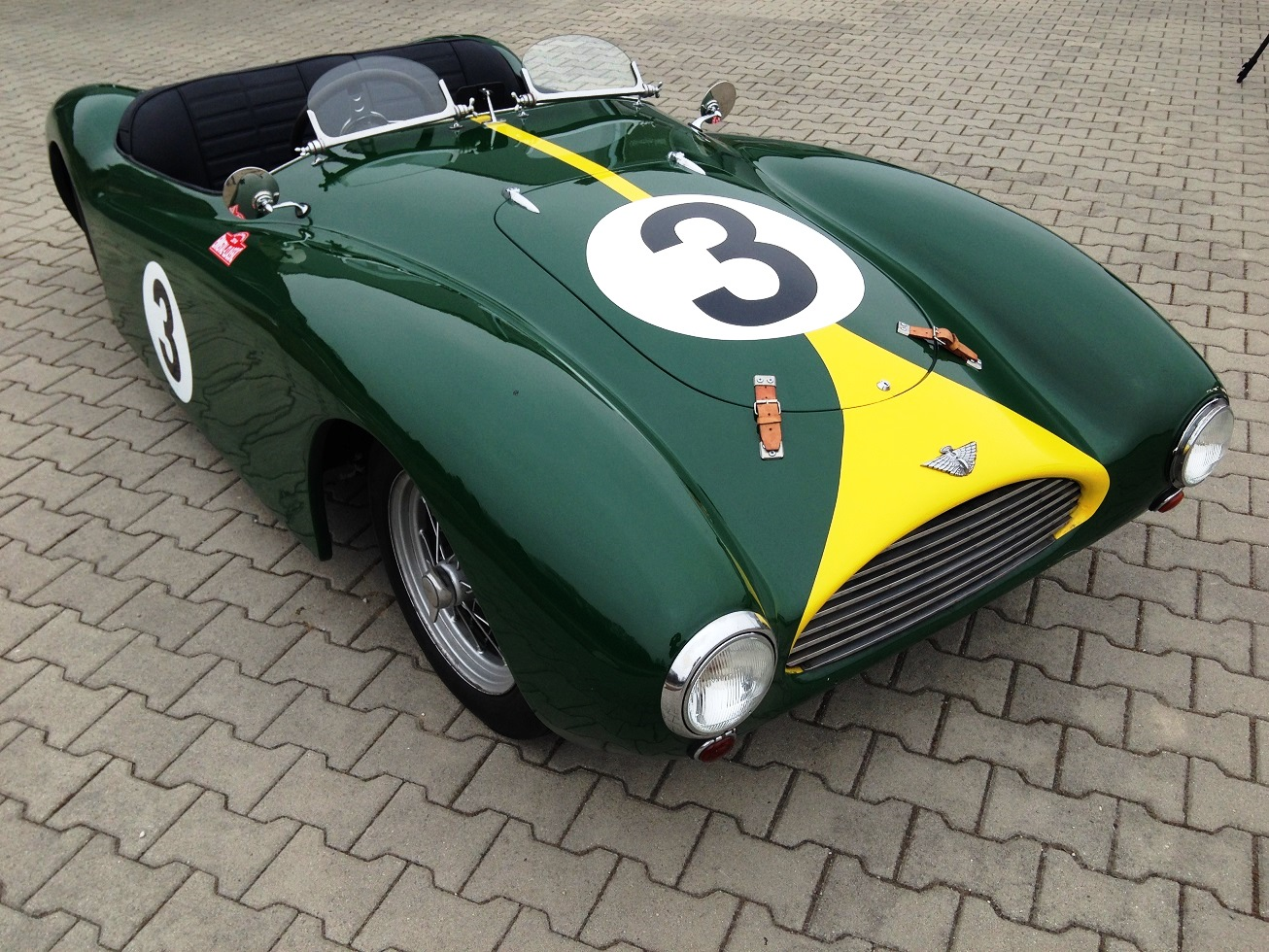
Markham-Peasey Super Sabre basierend auf Austin 7

Das erste Modell war der Sabre. Das Fahrzeug basierte auf dem Fahrgestell des Ford Ten mit einem Radstand von 228 cm (90 Inch). Zur Wahl standen zwei- und viersitzige offene Karosserien. Die Hinterräder waren abgedeckt. Bis 1963 entstanden etwa 200 Exemplare.
Der Celeste, von dem fünf Exemplare hergestellt wurden, erschien auf der Racing Car Show im Januar 1961. Das Cabriolet entsprach dem damaligen amerikanischen Stil: groß und lang. Im gleichen Jahr endete die Produktion dieses Modells.
Der Super Sabre erschien 1959. Im Unterschied zum Sabre basierte er auf dem Fahrgestell des Austin 7. Bis 1963 entstanden etwa 100 Exemplare.